# محمد تقي زين الدين
محمد-تقي بن أحمد بن زين الدين الأحسائي (1776 - 1859 م) (1190 - 1275 هـ) عالم مسلم أحسائي عاش معظم حياته في بلاد فارس في القرن الثالث عشر الهجري/التاسع عشر الميلادي وهو أبن الأكبر لأحمد بن زين الدين الأحسائي. ولد في الأحساء ونشأ بها على والده الفقيه وقرأ مقدماته فيها ثم هاجر إلى البحرين في 1794 ومنها إلى العراق في 1797 حيث حضر دروسه على والده وكان بصحبه في أسفاره في العراق وإيران. سكن مع والده في القزوين سنة 1807 وواصل دروسه في الحكمة والفلسفة والأصول بها. هو فقيه شيعي إثنا عشري و ينتمي إلى مدرسة فكرية شيخية. كتب عدة مؤلفات ورسالات وله بعض أشعار. توفي في القزوين.

## نسبه الكامل
هو محمد تقي بن أحمد بن زين الدين بن إبراهيم بن صقر بن إبراهيم بن داغر بن رمضان بن راشد بن دَهيم بن شمروخ آل صقر القَرَشي الأحسائي المُطَيرِفي.

## سيرته
ولد محمد تقي بن أحمد في الأحساء بحدود عام 1190 هـ/ 1776 م ونشأ بها. كان أكبر أبناء في العائلة وهو وأخواه الأصغر علي نقي وعبد الله من أم واحدة. درس أولًا في الأحساء مقدمات العلوم على عدد من علمائها وفيها تقلى بعض الدروس، هاجر إلى البحرين في 1208 هـ/ 1794 م ثم حضر على والده أحمد زين الدين في العراق .

ومن البحرين هاجر إلى العراق في 1212 هـ/ 1797 م وبقي بها بصحبه أبيه في معظم أسفاره داخل العراق وبلاد فارس ملازمًا له. وفي سنة 1220 هـ/ 1805 م كان في مدينة الناصرية بجنوب العراق حيث زاره والده . وحين هاجر والده من العراق إلى إيران/ بلاد فارس بحدود سنة 1222 هـ/ 1807 م، كان بصحبته أيضًا ودرس في بلاد فارس الفقه والأصول والحكمة والفلسفة لدى عدد من كبار العلماء في القزوين منهم محمد تقي البرغاني ومحمد صالح البرغاني القزويني وملا أغا الحكمي القزويني وملا يوسف الحكمي وملا علي البرغاني وغيره.

وبعد أن برز في العلوم كتب له والده إجازة خاصة مع أخيه الأصغر علي نقي تاريخها سنة 1236 هـ/ 1821 م. وفي شهر رمضان سنة 1240 هـ/ مايو 1825 كان في مدينة كرمانشاه الإيرانية وبها ألف كتابه رسالة شاه زادة فرغ منها في 18 رمضان 1240 هـ/ 5 مايو 1825. توفي والده في الحج سنة 1241 هـ/ 1826 م وهو مقيمًا في إيران حيت استوطن أكثر من مدينة، فسكن مدة الفلاحية/الدورق بخوزستان كما سكن قزوين، حيث سكنها سنين عديدة وكان بها رئاسة وجاه.

توفي في القزوين سنة 1275 هـ/ 1859 م ولم يعقب ولدًا.

## مؤلفاته
- جواهر العقول في تقرير قواعد الأصول، في مجلدين
- رسالة شاه زاده، كتبها في جواب مسائل السلطان فتح علي شاه القاجاري، ملك إيران. وهو أول كتاب للمصنف ألفه في العقيدة.[5]
- رسالة في الاجتهاد والأخبار
- رسالة في مسائل الدراية والرجال
- كتاب في الطلاسم
- مجموعة جوابات المسائل،‌ وهي 66 مسألة فقهية

وله أشعار.